# Робін Свайкорд
Робін Стендер Свайкорд (англ. Robin Stender Swicord; нар.. 23 жовтня 1952) — американська сценаристка і режисерка.

## Життя та кар'єра
Режисерський дебют Свайкорд відбувся 1993 року короткометражним фільмом «Червоне пальто» (The Red Coat), знятим за власним сценарієм.
Робін Свайкорд є автором сценаріїв до фільмів «Мемуари гейші», «Маленькі жінки», «Практична магія», «Матильда», «Сім'я Перес». У 2007 році Свайкорд зняла фільм «Життя за Джейн Остін», сценарій для якого за однойменним «бестселлером» письменниці Карен Джой Фаулер теж написала сама. У 2009 році сценарій до фільму «Загадкова історія Бенджаміна Баттона», написаний Робін Свайкорд у співавторстві з Еріком Ротом, був номінований на «Оскар» та «Золотий глобус».

## Особисте життя
З 1983 року Свайкорд одружена з сценаристом Ніколасом Казаном. У шлюбі народилися дві доньки — актриси Зої Казан (нар. 1983) та Майя Казан (нар. 1986).

## Фільмографія
- 1980: Cuba Crossing — сценарій/розповідь
- 1987: The Disney Sunday Movie (серіал) — сценарист, 1 епізод: «You Ruined My Life»
- 1989: Шег — сценарій з Ланьєр Лейні та Террі Суїні
- 1993: Червоне пальто (короткометражний) — сценарист, режисер
- 1994: «Маленькі жінки» (адаптація книги «Маленькі жінки» Луїзи Мей Олкотт) — сценарій, співпродюсер
- 1995: Сім'я Перес (адаптація книги Крістін Белл Сім'я Перес) — сценарій, виконавчий продюсер
- 1996: Матильда (адаптація з Ніколасом Казаном книги Роальда Дала «Матильда») — сценарій, співпродюсер
- 1998: Практична магія (адаптація з Аківою Голдсманом і Адамом Бруксом з книги Практична магія Еліс Хоффман) — сценарій, співпродюсер
- 2005: Мемуари гейші (адаптація книги Артура Ґолдена «Мемуари гейші») — сценарій
- 2007: Книжковий клуб Джейн Остін (адаптація книги Карен Джой Фаулер «Книжковий клуб Джейн Остін») — сценарій, режисер
- 2008: Загадкова історія Бенджаміна Баттона (автор історії з Еріком Ротом за оповіданням Ф. Скотта Фіцджеральда) — історія
- 2016: Обітниця — сценарій (разом з Террі Джорджем)[22]
- 2016: У всьому винен єнот — сценарій, режисер. За мотивами оповідання Е. Л. Доктороу.[23]
- 2019: Коли вони побачать нас (серіал) — сценарист, 2 серії

## Праці та публікації
- Peter J. Barton Productions, Alabama, and Alabama Public Library Service. Private Lives: Illiteracy, We Can't Afford It. Tallahassee, FL: Peter J. Barton Productions, 1980. OCLC 8467563
- Swicord, Robin. «Pioneer know-how — Script Girls: Women Screenwriters in Hollywood by Lizzie Francke.» Sight and Sound. London: British Film Institute. Volume 5, No. 2. February 1995. Page 36. ISSN 0037-4806
- Swicord, Robin. «Blonde ambition — All About Eve directed by Joseph Mankiewicz.» Sight and Sound. London: British Film Institute. Volume 5, No. 11. November 1995. Page 59. ISSN 0037-4806
- Swicord, Robin. «Scriptwriting from Soup to Nuts.» Sight and Sound. London: British Film Institute. Volume 7, No. 11. November 1997. Pages 28–30, 33. ISSN 0037-4806
- Academy of Motion Picture Arts and Sciences. Architects of Dreams: Writers on Writing: Defeating the Blank Page. Beverly Hills, CA: Academy of Motion Picture Arts and Sciences, 2001. Academy seminar on August 15, 2001 at Academy Little Theater in Beverly Hills, California. Featured speakers Brian Helgeland and Robin Swicord moderated by Randy Haberkamp. OCLC 801281666
- Swicord, Robin. «Under the Skin: Adapting Novels for the Screen.» Kranz, David L., and Nancy C. Mellerski. In/Fidelity: Essays on Film Adaptation. Newcastle, UK: Cambridge Scholars Pub, 2008. Literature/Film Association conference at Dickinson College, Carlisle, Pennsylvania in 2005. ISBN 978-1-847-18402-3 OCLC 474017773